# Niederheckenbach
Niederheckenbach ist ein Ortsteil der Ortsgemeinde Heckenbach im Landkreis Ahrweiler in Rheinland-Pfalz.

## Geschichte
Heckenbach war im Jahr 1276 Gerhard von Landskron belehnt. Im 18. Jahrhundert gelangt das Kirchspiel Heckenbach und damit auch Niederheckenbach in den Besitz der Familie Waldbott von Bassenheim.
Während der französischen Besatzung gehörte die Kommune Heckenbach zur Mairie Virneburg, zum Arrondissement Bonn sowie zum Departement Rhein und Mosel.
1816 wurde Heckenbach der Bürgermeisterei Königsfeld und dem Landkreis Ahrweiler zugeordnet.
Seit dem 14. Jahrhundert gibt es in Niederheckenbach eine Kirche. Ein Altbau befand sich an der Stelle, wo sich heute das Jugendheim Heckenbach befindet.
Der aktuelle Bau stammt aus dem Jahr 1828 und steht unter den Patronzinien des heiligen Pankratius sowie der heiligen Margarita.
Der Ort wurde im Jahr 1939, wie elf weitere Orte, bei der Anlegung des Luftwaffenübungsplatzes Ahrbrück zwangsgeräumt.
Ab 1950 wurde der Ort mit Siedlern aus dem Ermland wiederbesiedelt.

## Sehenswürdigkeiten
- Katholische Pfarrkirche St. Pankratius und Margarita, erbaut im 19. Jahrhundert